# Philadelphia Orchestra

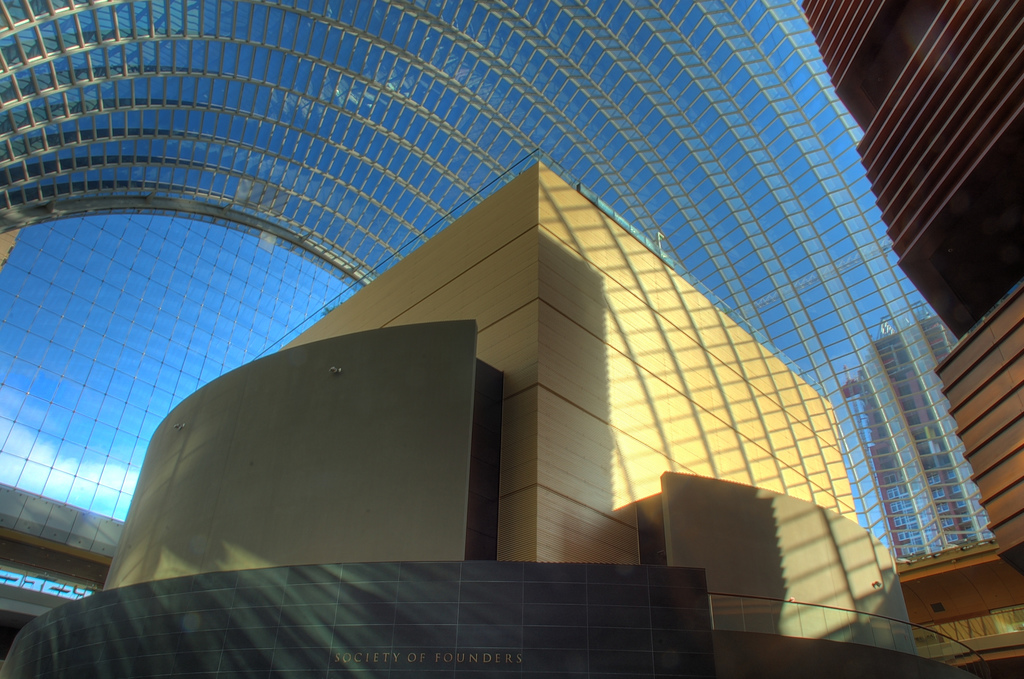
Kimmel Center in Philadelphia

Das Philadelphia Orchestra ist ein Orchester aus Pennsylvania in den USA und gehört zu den sogenannten Big Five.

## Geschichte
Es wurde 1900 von Fritz Scheel gegründet, der auch der erste Dirigent war. Ihm folgte 1907 Karl Pohlig. Leopold Stokowski, der seit 1912 Chefdirigent war, machte das Orchester berühmt. 1931 nahm es als erstes Orchester eine Langspielplatte auf und unternahm 1936 eine erste große Tournee durch die Vereinigten Staaten.
1938 wurde Eugene Ormandy Chefdirigent des Klangkörpers. Er blieb dem Orchester über 40 Jahre bis 1980 verbunden und nahm mit ihm viele der bekanntesten Einspielungen auf Schallplatte vor. Auf Schallplatten (insbesondere von RCA) trat das Orchester aufgrund anderer Aufnahmeverträge in den 1940er bis 60er Jahren teilweise als Robin Hood Dell Orchestra auf. Unter Ormandy folgten erste Tourneen 1949 nach Europa, 1958 in die Sowjetunion, 1966 nach Südamerika und 1973 nach China.
Ormandys Nachfolger wurde Riccardo Muti (1981–1992), unter dem 1988 die erste CD-Aufnahme des Philadelphia Orchesters aller Beethoven-Sinfonien entstand. Es folgte Wolfgang Sawallisch (1993–2003), der davor viele Jahre lang Generalmusikdirektor der Bayerischen Staatsoper München war. 2001 gab das Orchester sein erstes Konzert im neuen Domizil, dem Kimmel Center for the Performing Arts. Von 2003 bis 2008 war Christoph Eschenbach Chefdirigent des Orchesters. Von 2008 bis 2012 wurde das Philadelphia Orchestra von Charles Dutoit geleitet.
In der Saison 2009/2010 verzeichnete das Orchester einen Zuschauerrückgang auf 74 Prozent; dadurch stand das Orchester kurz vor dem Konkurs. 13 von 15 Millionen Dollar, die zur Rettung des Orchesters nötig waren, wurden daraufhin von privater Hand gespendet; im September 2010 spendete die William Penn Foundation weitere 4,5 Millionen Dollar. Im April 2011 meldete die Orchesterleitung Konkurs an und beantragte auf Grund von Zahlungsunfähigkeit Gläubigerschutz nach Chapter 11 des US-amerikanischen Insolvenzrechts, um eine Sanierung einzuleiten. Das strukturelle Defizit belief sich 2011 nach eigenen Angaben auf 14,5 Millionen Dollar.
Mit Beginn der Spielzeit 2012/2013 wurde der kanadische Dirigent Yannick Nézet-Séguin Musikdirektor des Orchesters. Bereits 2016 wurde sein Vertrag bis 2026 verlängert. 2019 erhielt das Orchester eine Spende in Rekordhöhe von 55 Millionen Dollar.

## Auszeichnungen
- Grammy Awards 2022 (in der Kategorie “Best Orchestral Performance”) für Florence Price: Sinfonien Nr. 1 und 3. Deutsche Grammophon[5]